# 106. pehotni polk (Avstro-Ogrska)
Za druge 106. polke glejte 106. polk.
106. pehotni polk je bil pehotni polk avstro-ogrske skupne vojske.

## Zgodovina
Polk je bil ustanovljen leta 1917 med samo vojno (dejansko v zadnjem letu vojne) v sklopu t. i. Conradovih reform, pri čemer je bila sama vojaška sposobnost polka zelo slaba. Sestavljen je bil iz treh bataljonov, ki so jih vzeli iz dotedaj obstoječih polkov.

## Organizacija
Ob ustanovitvi
- 3. bataljon, 83. pehotni polk
- 4. bataljon, 83. pehotni polk
- 3. bataljon, 76. pehotni polk